# World Poker Tour seizoen 10
Een overzicht van de evenementen uit het tiende seizoen van de World Poker Tour (WPT) en resultaten van de hoofdtoernooien daarvan. De winnaars hiervan schrijven naast het prijzengeld een officiële WPT-titel op hun naam:

## WPT Spanish Championship
- Casino: Casino Barcelona, Barcelona
- Buy-in: €3.200,- + €300,-
- Datum: 25 mei t/m 29 mei 2011
- Aantal deelnemers: 216
- Totaal prijzengeld: €691.200,-
- Aantal uitbetalingen: 27

| Positie | Naam                    | Prijs      |
| ------- | ----------------------- | ---------- |
| 1ste    | Lukas Berglund          | €231.500,- |
| 2de     | Romain Matteoli         | €118.000,- |
| 3de     | Frederic Bussot Fuentes | €64.000,-  |
| 4de     | Jorge Duffour           | €47.000,-  |
| 5de     | Guillem Usero           | €40.000,-  |
| 6de     | Alexander Sidorin       | €33.500,-  |
| 7de     | Artur Koren             | €27.000,-  |
| 8ste    | Markus Ristola          | €20.200,-  |
| 9de     | Szymon Pieszczoch       | €14.400,-  |

## WPT Slovenia
- Casino: Casino Portoroz, Portorož
- Buy-in: €3.000,- + €300,-
- Datum: 17 juli t/m 21 juli 2011
- Aantal deelnemers: 141
- Totaal prijzengeld: €392.120,-
- Aantal uitbetalingen: 14

| Positie | Naam                | Prijs     |
| ------- | ------------------- | --------- |
| 1ste    | Miha Travnik        | €84.500,- |
| 2de     | Vincenzo Natale     | €70.700,- |
| 3de     | Johannes Korsar     | €48.500,- |
| 4de     | Ferdi Ciorabai      | €36.300,- |
| 5de     | Gaetano Fortugno    | €28.800,- |
| 6de     | Marcello Marigliano | €23.400,- |

## Legends of Poker
- Casino: The Bicycle Casino, Bell Gardens
- Buy-in: €3.500,- + €200,-
- Datum: 25 augustus t/m 30 augustus 2011
- Aantal deelnemers: 757
- Totaal prijzengeld: $2.570.015,-
- Aantal uitbetalingen: 81

| Positie | Naam                  | Prijs      |
| ------- | --------------------- | ---------- |
| 1ste    | Emanuel 'Will' Failla | $758.085,- |
| 2de     | Ken Aldridge          | $365.800.- |
| 3de     | Jeff Vertes           | $186.400,- |
| 4de     | Joshua Pollock        | $128.500,- |
| 5de     | Adam Aronson          | $102.800,- |
| 6de     | Owais Ahmed           | $77.100,-  |

## WPT Grand Prix de Paris
- Casino: Aviation Club de France, Parijs
- Buy-in: €7.500,-
- Datum: 5 september t/m 10 september 2011
- Aantal deelnemers: 312
- Totaal prijzengeld: €2.252.650,-
- Aantal uitbetalingen: 36

| Positie | Naam            | Prijs      |
| ------- | --------------- | ---------- |
| 1ste    | Matthew Waxman  | €518.750,- |
| 2de     | Hugo Lemaire    | €311.100,- |
| 3de     | Fred Magen      | €211.100,- |
| 4de     | Byron Kaverman  | €155.550,- |
| 5de     | Mikko Sundell   | €133.330,- |
| 6de     | Martin Jacobson | €88.900,-  |

## Borgata Poker Open
- Casino: Borgata Hotel, Casino & Spa, Atlantic City
- Buy-in: €3.300,- + 200,-
- Datum: 18 september t/m 22 september 2011
- Aantal deelnemers: 1313
- Totaal prijzengeld: $4.220.161,-
- Aantal uitbetalingen: 100

| Positie | Naam          | Prijs      |
| ------- | ------------- | ---------- |
| 1ste    | Bahbak Oboodi | $922.441,- |
| 2de     | Jin Hwang     | $554.303,- |
| 3de     | Daniel Buzgon | $335.433,- |
| 4de     | Fred Goldberg | $280.925,- |
| 5de     | Darren Elias  | $230.610,- |
| 6de     | Ricky Hale    | $186.585,- |

## WPT Malta
- Casino: Casino at Portomaso, Portomaso
- Buy-in: €3.000,- + €300,-
- Datum: 20 september t/m 24 september 2011
- Aantal deelnemers: 240
- Totaal prijzengeld: €698.400,-
- Aantal uitbetalingen: 27

| Positie | Naam               | Prijs      |
| ------- | ------------------ | ---------- |
| 1ste    | Matt Giannetti     | €200.000,- |
| 2de     | Cecilia Pescaglini | €116.700,- |
| 3de     | Filippo Bianchini  | €76.820,-  |
| 4de     | Simon Trumper      | €53.430,-  |
| 5de     | Tristan Clemencon  | €39.810,-  |
| 6de     | Fabien Sartoris    | €30.730,-  |

## World Poker Finals
- Casino: Foxwoods Casino & Resort, Mashantucket (Connecticut)
- Buy-in: $9.700,- + 300,-
- Datum: 28 oktober t/m 1 november 2011
- Aantal deelnemers: 189
- Totaal prijzengeld: $1.770.300,-
- Aantal uitbetalingen: 27

| Positie | Naam               | Prijs      |
| ------- | ------------------ | ---------- |
| 1ste    | Daniel Santoro     | $449.910,- |
| 2de     | Christian Harder   | $248.962,- |
| 3de     | Bob Carbone        | $166.271,- |
| 4de     | Steven Brackesy    | $129.816,- |
| 5de     | Andy Frankenberger | $99.585,-  |
| 6de     | Eli Berg           | $83.580,-  |

## WPT Amneville
- Casino: Seven Casino d Amneville, Amnéville
- Buy-in: €3.200,- + 300,-
- Datum: 1 november t/m 6 november 2011
- Aantal deelnemers: 542
- Totaal prijzengeld: $2.319.850,-
- Aantal uitbetalingen: 36

| Positie | Naam             | Prijs      |
| ------- | ---------------- | ---------- |
| 1ste    | Adrien Allain    | €310.633,- |
| 2de     | Jordane Ouin     | €170.365,- |
| 3de     | Thibaud Guenegou | €113.580,- |
| 4de     | Scott Baumstein  | €80.640,-  |
| 5de     | Michel Konieczny | €60.196,-  |
| 6de     | Arnaud Trouer    | $47.700,-  |

## WPT Jacksonville
- Casino: Orange Park Kennel Club, Jacksonville
- Buy-in: $3.500,-
- Datum: 18 november t/m 22 november 2011
- Aantal deelnemers: 393
- Totaal prijzengeld: $1.277.250,-
- Aantal uitbetalingen: 40

| Positie | Naam            | Prijs      |
| ------- | --------------- | ---------- |
| 1ste    | Anthony Ruberto | $325.928,- |
| 2de     | Sam Soverel     | $187.762,- |
| 3de     | Lisa Hamilton   | $112.657,- |
| 4de     | Vitor Coelho    | $75.105,-  |
| 5de     | Artie Rodriguez | $55.077,-  |
| 6de     | Darryll Fish    | $46.315,-  |

## WPT Marrakech
- Casino: Casino De Marrakech, Marrakesh
- Buy-in: €2.700,- + 300,-
- Datum: 24 november t/m 27 november 2011
- Aantal deelnemers: 274
- Totaal prijzengeld: €727.434,-
- Aantal uitbetalingen: 33

| Positie | Naam                | Prijs      |
| ------- | ------------------- | ---------- |
| 1ste    | Mohamed Ali Houssam | €159.150,- |
| 2de     | Toufik Ourini       | €109.637,- |
| 3de     | Maksims Martinous   | €70.735,-  |
| 4de     | Arnaud Mattern      | €45.982,-  |
| 5de     | Hassan Faras        | €33.602,-  |
| 6de     | Rodney Assous       | €27.230,-  |

## WPT Praag
- Casino: Corinthia Casino, Praag
- Buy-in: €3.200,- + €300,-
- Datum: 1 december t/m 5 december 2011
- Aantal deelnemers: 571
- Totaal prijzengeld: €1.753.200,-
- Aantal uitbetalingen: 63

| Positie | Naam             | Prijs      |
| ------- | ---------------- | ---------- |
| 1ste    | Andrey Pateychuk | €450.000,- |
| 2de     | Adria Balaguer   | €238.000,- |
| 3de     | Stanislaw Kretz  | €158.000,- |
| 4de     | Benjamin Pollak  | €104.000,- |
| 5de     | Sigur Eskeland   | €80.000,-  |
| 6de     | Russell Carson   | €63.000,-  |

## Five Diamond World Poker Classic
- Casino: Bellagio, Las Vegas
- Buy-in: $10.000,- + 300,-
- Datum: 6 december t/m 11 december 2011
- Aantal deelnemers: 413
- Totaal prijzengeld: $4.006.100,-
- Aantal uitbetalingen: 100

| Positie | Naam                 | Prijs      |
| ------- | -------------------- | ---------- |
| 1ste    | James Dempsey        | $821.612,- |
| 2de     | Soi Nguyen           | $517.478,- |
| 3de     | Vanessa Selbst       | $338.351,- |
| 4de     | Andrew Lichtenberger | $218.933,- |
| 5de     | Vitor Coelho         | $159.224,- |
| 6de     | Antonio Esfandiari   | $119.418,- |

## WPT Venice
- Casino: Casino di Venezia, Venetië
- Buy-in: $3.000,- + 300,-
- Datum: 13 december t/m 18 december 2011
- Aantal deelnemers: 213
- Totaal prijzengeld: €600.830,-
- Aantal uitbetalingen: 27

| Positie | Naam                | Prijs      |
| ------- | ------------------- | ---------- |
| 1ste    | Edoardo Alescio     | €194.000,- |
| 2de     | Stephen O'Dwyer     | €95.930,-  |
| 3de     | Michele Caroli      | €66.090,-  |
| 4de     | Andrea Dato         | €43.170,-  |
| 5de     | Andrea Benelli      | €34.245,-  |
| 6de     | Alexander Dovzhenko | €27.035,-  |

## WPT Ireland
- Casino: Citywest Hotel, Dublin
- Buy-in: $2.500,-
- Datum: 5 januari t/m 8 januari 2012
- Aantal deelnemers: 338
- Totaal prijzengeld: €760.500,-
- Aantal uitbetalingen: 36

| Positie | Naam            | Prijs      |
| ------- | --------------- | ---------- |
| 1ste    | David Shallow   | €222.280,- |
| 2de     | Charles Chattha | €111.129,- |
| 3de     | Ronan Gilligan  | €74.090,-  |
| 4de     | Patrick Vestin  | €52.600,-  |
| 5de     | Steve Watts     | €39.270,-  |
| 6de     | Steven Moreau   | €31.120,-  |

## WPT Venice Grand Prix
- Casino: Casino Di Venezia, Venetië
- Buy-in: €4.950,- + €495,-
- Datum: 6 februari t/m 10 februari 2012
- Aantal deelnemers: 155
- Totaal prijzengeld: €678.880,-
- Aantal uitbetalingen: 18

| Positie | Naam                  | Prijs      |
| ------- | --------------------- | ---------- |
| 1ste    | Rinat Bogdanov        | €229.800,- |
| 2de     | Alessandro Longobardi | €111.700,- |
| 3de     | Andrea Dato           | €72.275,-  |
| 4de     | Simon Ravnsbaek       | €52.565,-  |
| 5de     | Gianluca Trebbi       | €42.705,-  |
| 6de     | Andrea Carini         | €32.195,-  |

## WPT Seminole Hard Rock Lucky Hearts Showdown
- Casino: Seminole Hard Rock Hotel & Casino, Hollywood
- Buy-in: $3.500,-
- Datum: 	10 februari t/m 14 februari 2012
- Aantal deelnemers: 295
- Totaal prijzengeld: $958.750,-
- Aantal uitbetalingen: 27

| Positie | Naam            | Prijs      |
| ------- | --------------- | ---------- |
| 1ste    | Matt Juttelstad | $268.444,- |
| 2de     | Gigi Gagne      | $158.194,- |
| 3de     | Uri Kadosh      | $105.463,- |
| 4de     | Sharon Levin    | $73.344,-  |
| 5de     | Todd Jacobson   | $54.649,-  |
| 6de     | Keith Ferrera   | $42.185,-  |

## WPT L.A. Poker Classic
- Casino: Commerce Casino, Los Angeles
- Buy-in: $9.600,- + $400,-
- Datum: 24 februari t/m 29 februari 2012
- Aantal deelnemers: 549
- Totaal prijzengeld: $5.270.400,-
- Aantal uitbetalingen: 54

| Positie | Naam             | Prijs        |
| ------- | ---------------- | ------------ |
| 1ste    | Sean Jazayeri    | $1.370.240,- |
| 2de     | David Sands      | $806.370,-   |
| 3de     | Dan Kelly        | $521.770,-   |
| 4de     | Noah Schwartz    | $355.750,-   |
| 5de     | Jason Burt       | $252.980,-   |
| 6de     | Jason Somerville | $202.910,-   |

## WPT Bay 101 Shooting Star
- Casino: Bay 101 Casino, San Jose
- Buy-in: $9,500,- + $500,-
- Datum:  5 maart t/m 9 maart 2012
- Aantal deelnemers: 364
- Totaal prijzengeld: $3.458.000,-
- Aantal uitbetalingen: 36

| Positie | Naam            | Prijs      |
| ------- | --------------- | ---------- |
| 1ste    | Moom Kim        | $960.900,- |
| 2de     | Ubaid Habib     | $570.200,- |
| 3de     | Joe Serock      | $320.400,- |
| 4de     | Erik Cajelais   | $256.300,- |
| 5de     | Andrew Badecker | $192.300,- |
| 6de     | Joseph Elpayaa  | $128.200,- |

## WPT Vienna
- Casino: Montesino Casino, Wenen
- Buy-in: €3.200,- + €300,-
- Datum: 10 april t/m 15 april 2012
- Aantal deelnemers: 396
- Totaal prijzengeld:  €1.267.200,-
- Aantal uitbetalingen: 45

| Positie | Naam                | Prijs      |
| ------- | ------------------- | ---------- |
| 1ste    | Morten Christiansen | €313.390,- |
| 2de     | Konstantin Tolokno  | €191.740,- |
| 3de     | Benjamin Wilinofsky | €122.910,- |
| 4de     | Ognjen Sekularac    | €84.805,-  |
| 5de     | Goswin Siemsen      | €62.680,-  |
| 6de     | Norbert Szecsi      | €49.100 ,- |

## WPT Seminole Hard Rock Showdown
- Casino: Seminole Hard Rock Hotel and Casino Hollywood, Hollywood
- Buy-in: $9.600,- + $400,-
- Datum: 18 april t/m 23 april 2012
- Aantal deelnemers: 290
- Totaal prijzengeld: $2.784.000,-
- Aantal uitbetalingen: 27

| Positie | Naam           | Prijs      |
| ------- | -------------- | ---------- |
| 1ste    | Tommy Vedes    | $779,520,- |
| 2de     | John Dolan     | $459,360,- |
| 3de     | Joe Serock     | $306,240,- |
| 4de     | Craig Bergeron | $306,240,- |
| 5de     | Sharon Levin   | $158,688,- |
| 6de     | Kyle Bowker    | $122,496,- |

## WPT Jacksonville BestBet Open
- Casino: BestBet Poker Room at Jacksonville, Jacksonville
- Buy-in: $4.700,- + $300,-
- Datum: 27 april t/m 2 mei 2012
- Aantal deelnemers: 320
- Totaal prijzengeld: $1.504.000,-
- Aantal uitbetalingen: 36

| Positie | Naam            | Prijs      |
| ------- | --------------- | ---------- |
| 1ste    | Shawn Cunix     | $400.600,- |
| 2de     | James Calderaro | $236.560,- |
| 3de     | Darren Elias    | $147.850,- |
| 4de     | Daniel Buzgon   | $94.624,-  |
| 5de     | Tony Dunst      | $66.532,-  |
| 6de     | Will Failla     | $54.704,-  |

## WPT World Championship
- Casino: Bellagio, Las Vegas
- Buy-in: $25.000,- + $500,-
- Datum: 19 t/m 26 mei 2012
- Aantal deelnemers: 152
- Totaal prijzengeld: $3.660.500,-
- Aantal uitbetalingen: 18

| Positie | Naam               | Prijs        |
| ------- | ------------------ | ------------ |
| 1ste    | Marvin Rettenmaier | $1.196.858,- |
| 2de     | Philippe Ktorza    | $805.310,-   |
| 3de     | Michael Mizrachi   | $424.618,-   |
| 4de     | Nick Schulman      | $256.235,-   |
| 5de     | Steve O'Dwyer      | $192.176,-   |
| 6de     | Trevor Pope        | $155.571,-   |

WPT seizoen 1 · WPT seizoen 2 · WPT seizoen 3 · WPT seizoen 4 · WPT seizoen 5 · WPT seizoen 6 · WPT seizoen 7 · WPT seizoen 8 · WPT seizoen 9 · WPT seizoen 10 · WPT seizoen 11 · WPT seizoen 12 · WPT seizoen 13 · WPT seizoen 14 · WPT seizoen 15 · WPT seizoen 16 · WPT seizoen 17 · WPT seizoen 18 · WPT seizoen 19